# El Dorado (album)
El Dorado (tiếng Anh: The Golden One) là album phòng thu thứ mười một của nữ ca sĩ người Colombia, Shakira, phát hành ngày 26 tháng 5 năm 2017, bởi Sony Music Latin. Album chủ yếu là các bài hát bằng tiếng Tây Ban Nha, và thêm 3 bài hát tiếng Anh. Sau khi Shakira phát hành album phòng thu thứ mười mang tên chính cô (2014), Shakira đã có đứa con thứ hai, bị thiếu ý tưởng viết nhạc và không chắc chắn về tương lai sự nghiệp làm nhạc của cô. Tuy nhiên, bản hợp tác "La Bicicleta" của cô với Carlos Vives và sự ủng hộ của bạn trai cô, Gerard Piqué, đã thúc đẩy Shakira quay lại làm nhạc.
Được lấy cảm hứng từ cuộc sống và trải nghiệm của Shakira, El Dorado chủ yếu mang những bài hát nói về mối quan hệ của cô với Piqué. Shakira đã làm việc cùng nhà sản xuất lâu năm của cô Luis Fernando Ochoa, cũng như nhiều nhà sản xuất mới như Supa Dups, Rude Boyz và The Arcade. Về mặt âm nhạc, album là sự kết hợp giữa Latin pop và reggaeton, với cảm hứng từ bachata, vallenato và electropop. Album có sự góp giọng của 6 nghệ sĩ: hai bài hát cùng ca sĩ Colombia Maluma, và một bài hát với mỗi nghệ sĩ Nicky Jam, Vives, Prince Royce, Black M, và Magic!.
Hầu hết các phê bình khen ngợi tính mạch lạc và vui vẻ của album, sự tự nhiên một cách chưa trưởng thành. Số khác cho rằng El Dorado thiếu sự sáng tạo và dựa dẫm quá nhiều vào những nghệ sĩ đã từng hợp tác ở những album trước. Album mở đầu trong số một ở Thụy Sĩ (nói tiếng Pháp), top 10 tại Argentina, Áo, Pháp, Tây Ban Nha và Thụy Sĩ (không nói tiếng Pháp). Nó cũng đạt đến vị trí đầu bảng trên bảng xếp hạng Top Latin Albums của Mỹ và vị trí số 15 trên Billboard 200. "Chantaje" là đĩa đơn đầu tiên từ album. Bài hát trở thành một bản hit toàn cầu, đứng đầu Hot Latin Songs của Billboard trong 11 tuần không liên tiếp và được chứng nhận 16x Bạch kim Latin của Hiệp hội Công nghiệp ghi âm Hoa Kỳ (RIAA). Đĩa đơn thứ hai, "Me Enamoré", cũng đạt được thành công về mặt thương mại. Một chuyến lưu diễn quốc tế để quảng bá cho album đã được xác nhận.

## Đĩa đơn
"Chantaje" được phát hành dưới dạng đĩa đơn đầu tiên từ album vào ngày 28 tháng 10 năm 2016. Bài hát trở thành một bản hit lớn tại khu vực Mỹ Latin và các vùng nói tiếng Tây Ban Nha, đạt được vị trí quán quân tại Tây Ban Nha, Guatemala, Mexico, Ecuador, Uruguay và bảng xếp hạng Hot Latin Songs tại Hoa Kỳ trong 11 tuần. Bài hát cũng đạt được thành công ở mức trung bình tại các khu vực khác, đạt top 10 tại Thụy Sĩ, Israel, Romania, Bulgaria và một vaid nước khác, đồng thời là top 20 tại Italia, Pháp, Đức and Bỉ. Trên bảng xếp hạng Billboard Hot 100 của Hoa Kỳ, "Chantaje" đạt vị trí số 51, trở thành bài hát tiếng Tây Ban Nha đạt vị trí trên Hot 100 cao nhất của cô kể từ đĩa đơn "La Tortura" (2005). Đĩa đơn đã được chứng nhận 16× Bạch kim bởi Hiệp hội Công nghiệp ghi âm Hoa Kỳ ở địa mảng Latin với doanh số bán ra là 960,000 bản. Video âm nhạc của bài hát đã đạt được hơn 1.8 tỉ lượt xem trên YouTube và 326 triệu lượt nghe trên Spotify.
"Me Enamoré" được phát hành dưới dạng đĩa đơn thứ hai từ album vào ngày 7 tháng 4 năm 2017. Bài hát đạt vị trí thứ ba tại Tây Ban Nha, cũng như top 10 tại Argentina, Chile, Guatemala, Mexico và Uruguay. Tại Hoa Kỳ, bài hát đã đạt vị trí số 83 trên Billboard Hot 100, và vị trí thứ 4 trên Hot Latin Songs, trở thành hit top 10 thứ 26 của Shakira trên bảng xếp hạng. Video âm nhạc của bài hát được giới truyền thông chú ý đến nhờ sự góp mặt của Gerard Piqué.
"Perro Fiel" ban đầu được phát hành dưới dạng đĩa đơn quảng bá cho album vào ngày 25 tháng 5 năm 2017. Sau đó, bài hát được xác nhận là đĩa đơn chính thức thứ ba từ album, ra mắt vào ngày 15 tháng 9 năm 2017, với video âm nhạc được ra mắt cùng ngày. which was filmed in Barcelona on ngày 27 tháng 7 năm 2017. Trước khi được phát hành dưới dạng đĩa đơn, bài hát đã được chứng nhận doanh số Vàng tại Tây Ban Nha với 20,000 bản bán ra vào ngày 30 tháng 8 năm 2017.

## Diễn biến thương mại
El Dorado mở đầu tại vị trí thứ 15 trên Billboard 200 của Hoa Kỳ, với 29,000 đơn vị. Album trở thành album bán chạy thứ sáu trong tuần đó, với 20,000 bản thuần trong tuần đầu phát hành. Album cũng mở màn tại vị trí á quân trên bảng xếp hạng Top Latin Albums. Mặc dù là album đầu tiên của cô không mở đầu tại vị trí quán quân trên Top Latin Albums kể từ Pies Descalzos (1995), album đã mở đầu tại vị trí ấy trên Latin Pop Albums, trở thành album thứ 7 của cô làm được điều này và nắm giữ kỷ lục nhiều album đứng đầu Latin Pop Albums nhất của một nữ nghệ sĩ. Album tuy nhiên đã leo lên đứng đầu Top Latin Albums ở tuần tiếp theo, trở thành quán quân thứ sáu của Shakira trên bảng xếp hạng. El Dorado cũng là album Latin có doanh số mở màn cao nhất trong 2 năm, kể từ khi Gerardo Ortiz phát hành album Hoy Mas Fuerte (2015). Album cũng là album Latin bán chạy nhất nửa đầu năm 2017 tại Mỹ, với doanh số lên đến 131,000 đơn vị. Tính đến tháng 9 năm 2017, album được hãng đĩa xác nhận đã bán được 240,000 bản tại Hoa Kỳ.
Album cũng mở đầu tại vị trí số 92 tại Úc và vị trí số 54 tại Anh Quốc, trở thành album tiếng Tây Ban Nha đầu tiên xếp hạng tại Úc và album tiếng Tây Ban Nha đạt vị trí cao nhất của cô ở cả hai nước. Album mở đầu trong số một ở Thụy Sĩ (nói tiếng Pháp). Album đồng thời mở đầu tại Tây Ban Nha ở vị trí số 2, số 3 tại Thụy Sĩ (không nói tiếng Pháp), số 4 tại Pháp, số 10 tại Áo, số 12 tại Italia, số 19 tại Đức, số 32 tại Phần Lan, và số 20 tại Hà Lan.

## Danh sách bài hát
| STT              | Nhan đề                                                                 | Sáng tác | Sản xuất                                                               | Thời lượng |
| ---------------- | ----------------------------------------------------------------------- | --- | ---------------------------------------------------------------------- | ---------- |
| 1.               | "Me Enamoré"                                                            | Shakira Rayito | Shakira Rayito Rude Boyz A.C. [a] Kevin ADG [a]                        | 3:47       |
| 2.               | "Nada"                                                                  | Shakira Luis Fernando Ochoa                                                                                             | Shakira Ochoa Supa Dups [b]                                            | 3:10       |
| 3.               | "Chantaje" (hợp tác với Maluma)                                         | Shakira Juan Luis Londoño Arias Joel Antonio López Castro Kevin Mauricio Jiménez Londoño Bryan Snaider Lezcano Chaverra | Shakira Maluma Chan "El Genio" (Rude Boyz) Kevin Jiménez ADG           | 3:16       |
| 4.               | "When a Woman"                                                          | Shakira Kurtis Mckenzie Jon Mills Julia Michaels Magnus August Hoiberg Justin Tranter                                   | [b]                                                                    | 3:18       |
| 5.               | "Amarillo"                                                              | Shakira Ochoa | Shakira Ochoa Supa Dups [a] A.C. [b] Stephen McGregor [b]              | 3:40       |
| 6.               | "Perro Fiel" (hợp tác với Nicky Jam)                                    | Shakira Nick Rivera Caminero Cristhian Mena Juan Medina                                                                 | Shakira Jam Saga WhiteBlack                                            | 3:15       |
| 7.               | "Trap" (hợp tác với Maluma)                                             | Shakira Juan Luis Londoño Rene Cano Kevin Mauricio Jiménez Londoño Bryan Snaider Lezcano Chaverra                       | Shakira Maluma Chan "El Genio" (Rude Boyz) Kevin Jiménez ADG Ochoa [b] | 3:20       |
| 8.               | "Comme Moi" (with Black M)                                              | Shakira Alpha Diallo Nasri Atweh Dadju Dany Synthé                                                                      | Shakira Supa Dups Synthé Dadju Black M                                 | 3:08       |
| 9.               | "Coconut Tree"                                                          | Shakira Ochoa | Shakira Ochoa                                                          | 3:50       |
| 10.              | "La Bicicleta" (với Carlos Vives)                                       | Shakira Carlos Vives Andrés Castro                                                                                      | Shakira Andrés Castro Carlos Vives Ochoa                               | 3:48       |
| 11.              | "Deja Vu" (với Prince Royce)                                            | Geoffrey Royce Rojas Daniel Santacruz Manny Cruz                                                                        | D'Lesly "Dice" Lora Prince Royce [a] Shakira [a] Rude Boyz [a]         | 3:16       |
| 12.              | "What We Said" (phiên bản tiếng Anh của Comme Moi) (hợp tác với MAGIC!) | Shakira Diallo Atweh | Shakira Supa Dups Atweh Synthé Dadju Black M                           | 3:00       |
| 13.              | "Toneladas"                                                             | Shakira Ochoa | Shakira A.C. [b]                                                       | 3:12       |
| Tổng thời lượng: | Tổng thời lượng:                                                        | Tổng thời lượng: | Tổng thời lượng:                                                       | 43:57      |

Notes
- Thông tin lấy từ booklet của album
- ^a  biểu thị nhiệm vụ đồng sản xuất
- ^b  biểu thị nhiệm vụ sản xuất bổ sung

## Bảng xếp hạng
| Bảng xếp hạng (2017)                     | Vị trí cao nhất |
| ---------------------------------------- | --------------- |
| Album Argentina (CAPIF)                  | 2               |
| Australian Albums (ARIA)                 | 92              |
| Album Áo (Ö3 Austria)                    | 10              |
| Album Bỉ (Ultratop Vlaanderen)           | 14              |
| Album Bỉ (Ultratop Wallonie)             | 2               |
| Album Canada (Billboard)                 | 20              |
| Album Cộng hòa Séc (ČNS IFPI)            | 14              |
| Album Hà Lan (Album Top 100)             | 20              |
| Album Phần Lan (Suomen virallinen lista) | 32              |
| Album Pháp (SNEP)                        | 4               |
| Album Đức (Offizielle Top 100)           | 19              |
| Greek Albums (IFPI Greece)               | 9               |
| Album Hungaria (MAHASZ)                  | 21              |
| Album Ý (FIMI)                           | 12              |
| Mexican Albums (AMPROFON)                | 3               |
| New Zealand Heatseekers Albums (RMNZ)    | 4               |
| Album Ba Lan (ZPAV)                      | 16              |
| Album Bồ Đào Nha (AFP)                   | 11              |
| Album Scotland (OCC)                     | 45              |
| Album Tây Ban Nha (PROMUSICAE)           | 2               |
| Album Thụy Điển (Sverigetopplistan)      | 56              |
| Album Thụy Sĩ (Schweizer Hitparade)      | 3               |
| Album Thụy Sĩ (Romandie)                 | 1               |
| Album Anh Quốc (OCC)                     | 54              |
| Uruguayan Albums (CUD)                   | 6               |
| Album Hoa Kỳ Billboard 200               | 15              |
| Album Hoa Kỳ Top Latin (Billboard)       | 1               |
| Album Hoa Kỳ Latin Pop (Billboard)       | 1               |

## Chứng nhận
| Quốc gia                                                                           | Chứng nhận | Số đơn vị/doanh số chứng nhận |
| ---------------------------------------------------------------------------------- | ---------- | ----------------------------- |
| Colombia (ASINCOL)                                                                 | Bạch kim   | 20,000                        |
| * Chứng nhận dựa theo doanh số tiêu thụ. ^ Chứng nhận dựa theo doanh số nhập hàng. |            |                               |